# Wehrda
Wehrda è uno Stadtteil della città universitaria di Marburgo nel circondario di Marburgo-Biedenkopf nell'Assia centrale.